# Peking Keleti pályaudvar
A Peking Keleti pályaudvar (egyszerűsített kínai írással: 北京东站; tradicionális kínai írással: 北京東站; pinyin: Běijīngdōng Zhàn) egy vasúti átmenő pályaudvar Pekingben, mely 1938-ban nyílt meg.

## Vasútvonalak
Az állomást az alábbi vasútvonalak érintik:
- Peking–Harbin-vasútvonal
- Jingbao-vasútvonal

## Kapcsolódó állomások
A vasútállomáshoz az alábbi állomások vannak a legközelebb:
- Peking Főpályaudvar
- Shuangqiao Railway Station
- Shuangqiao Railway Station
- Beijing Chaoyang railway station
- Peking Főpályaudvar
- Tongzhou Railway Station

## Képek a pályaudvar részleteiről 2015 januárjából

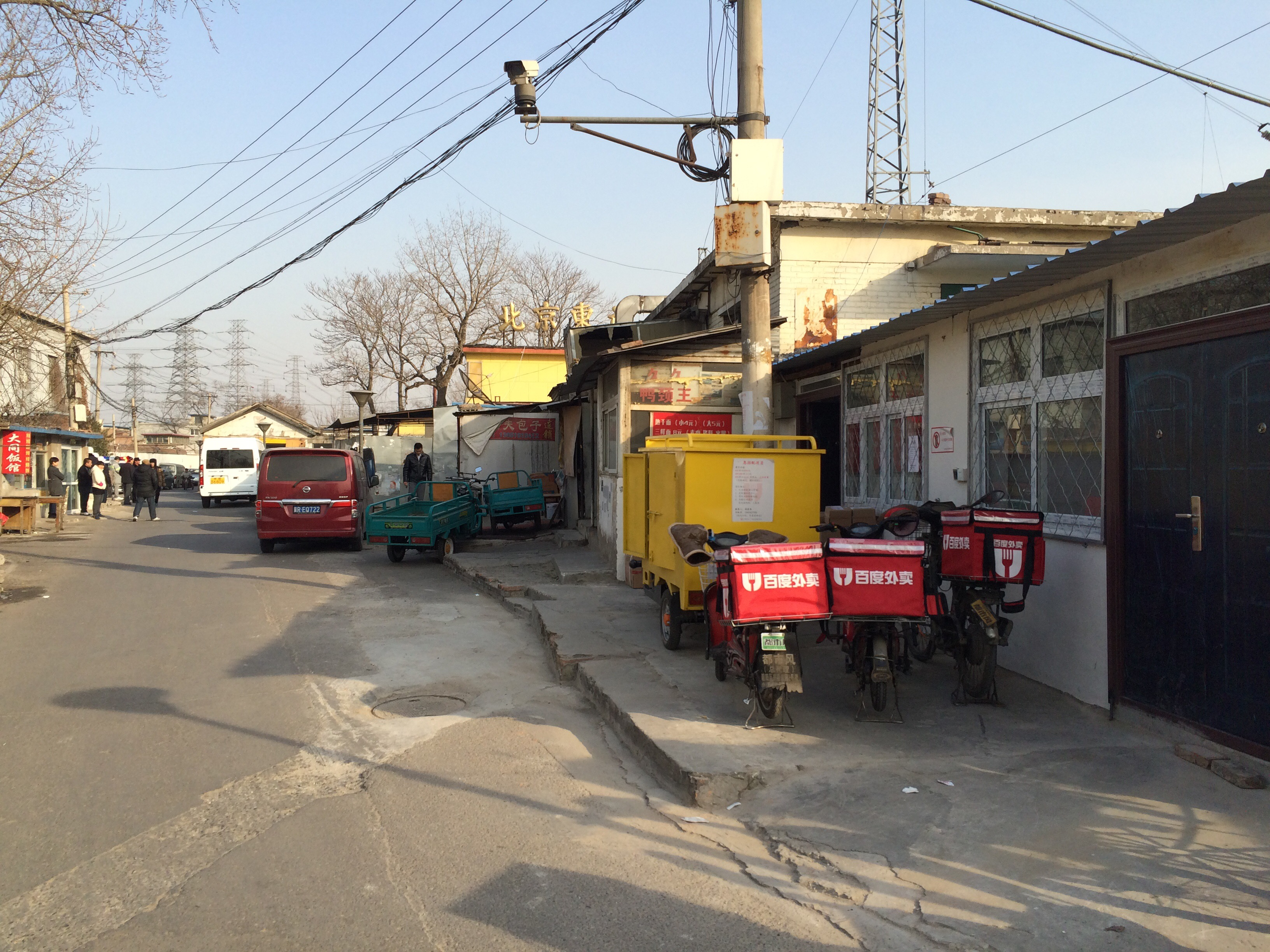
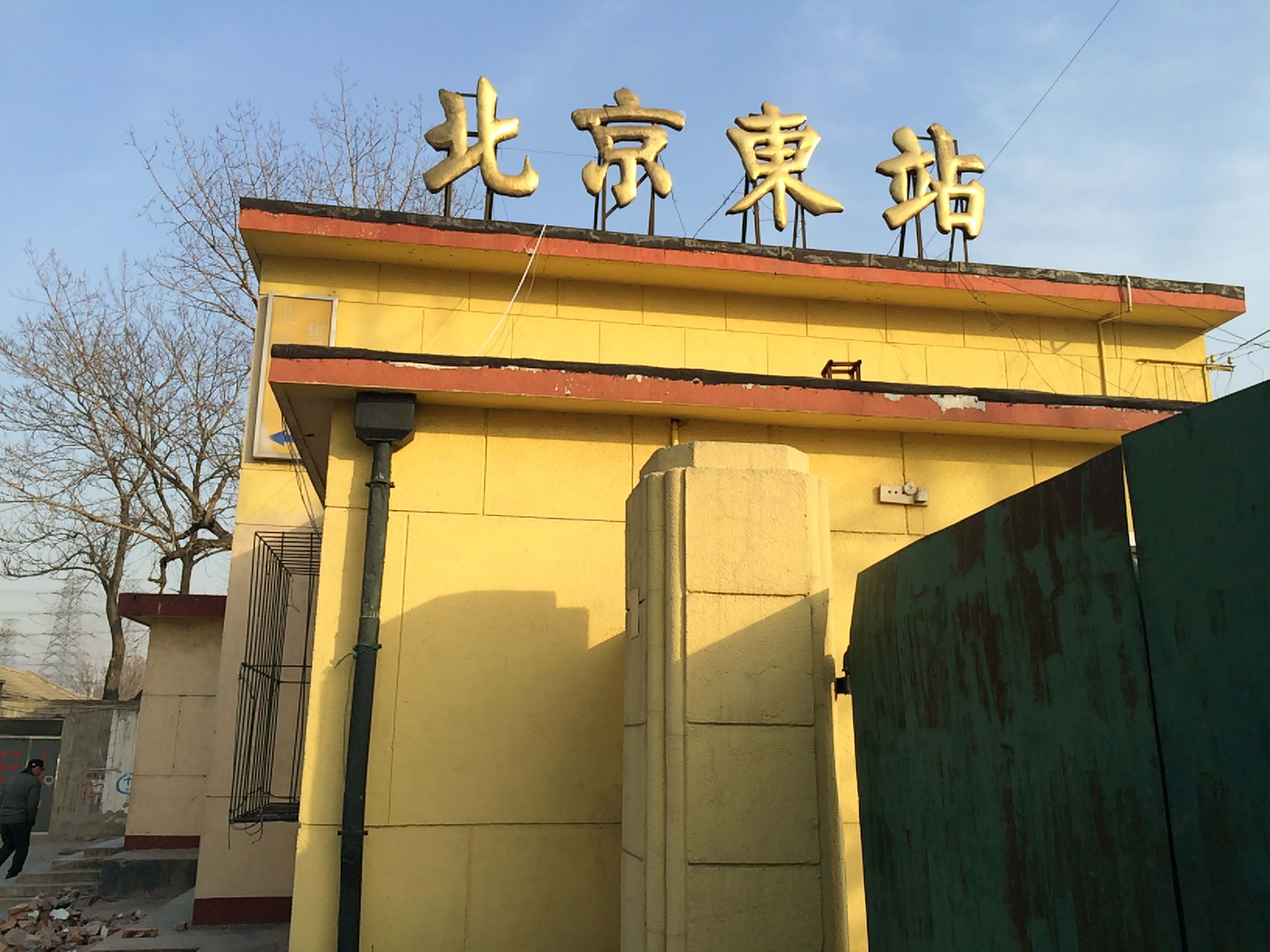
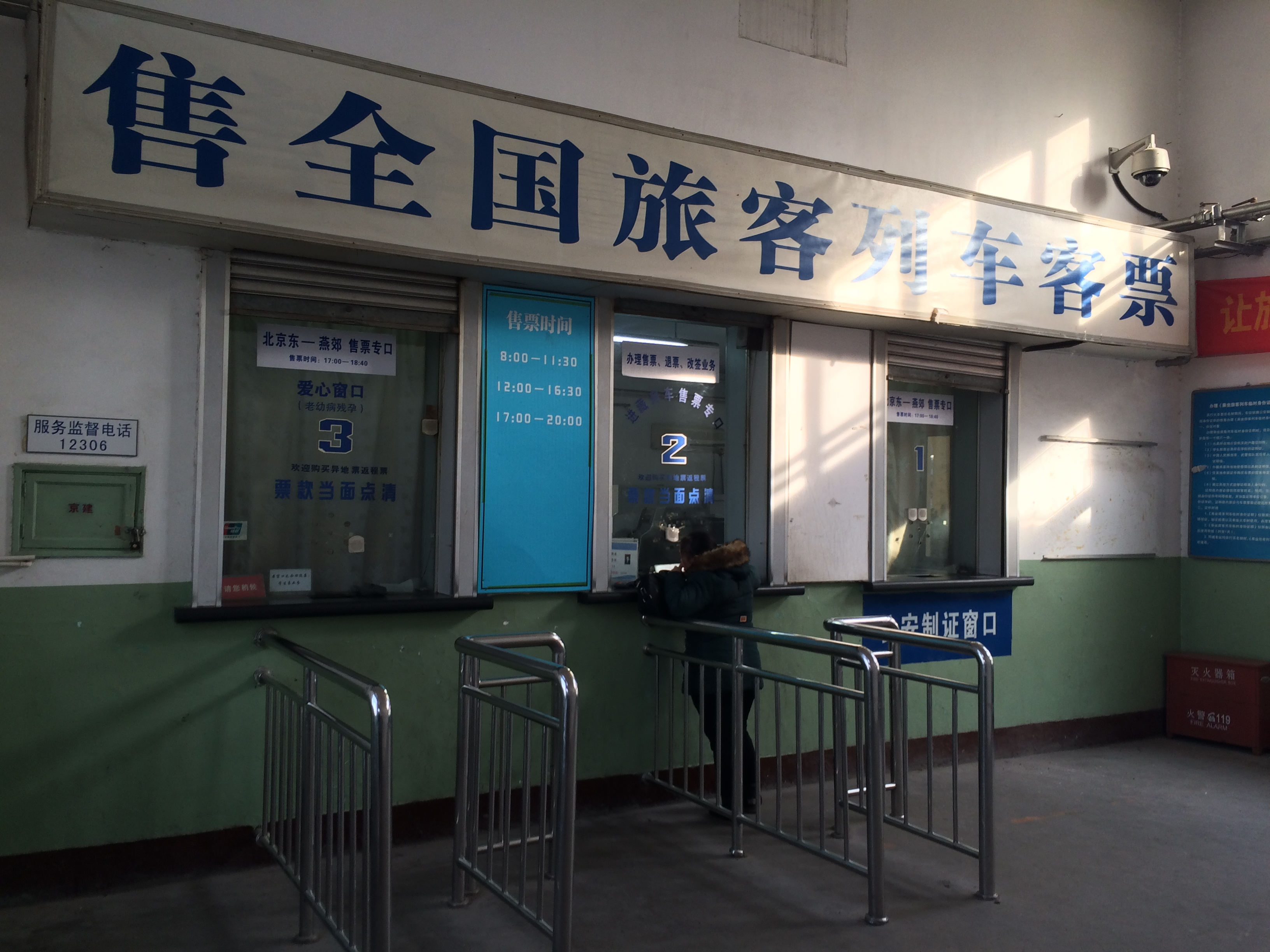
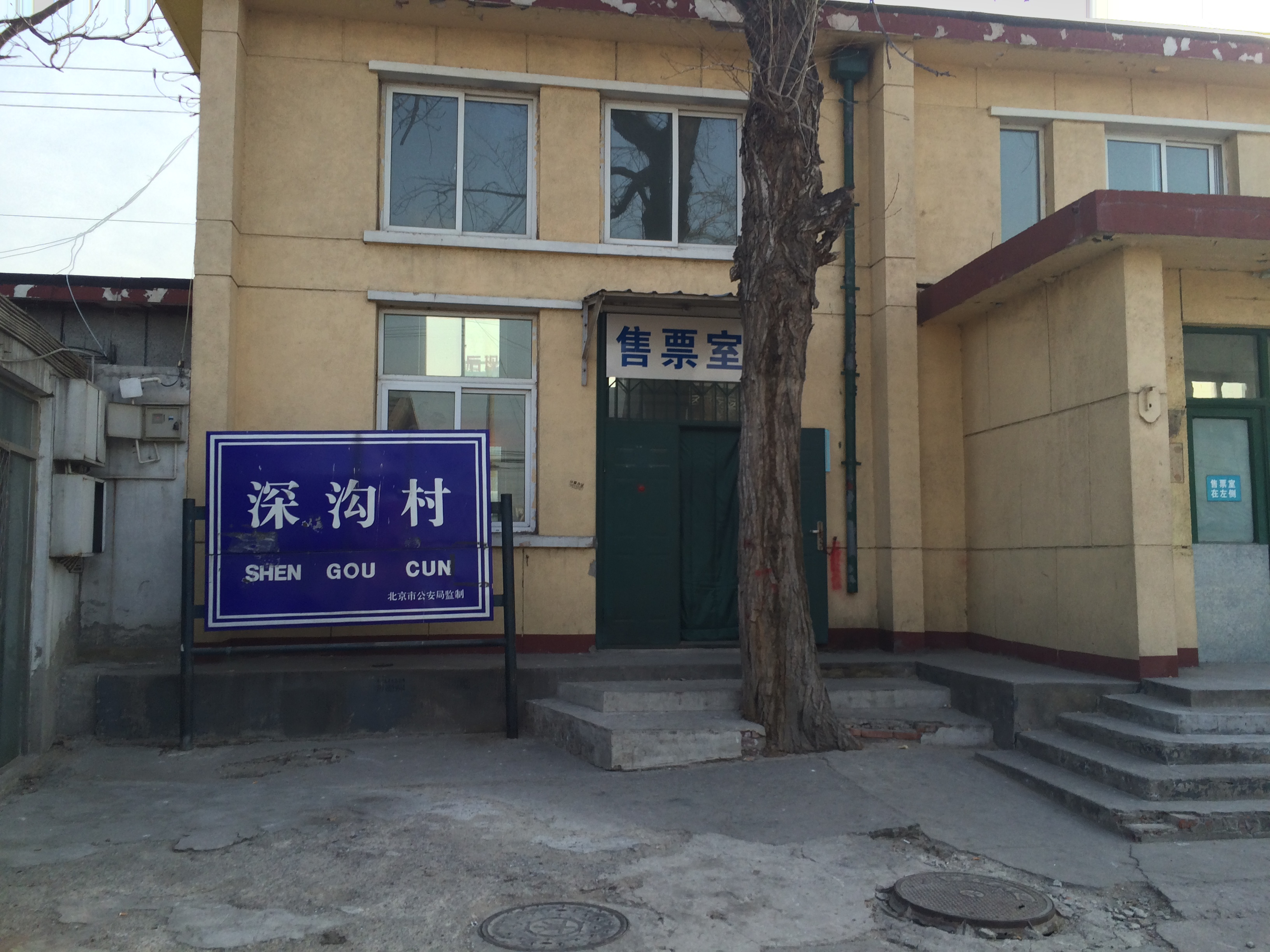
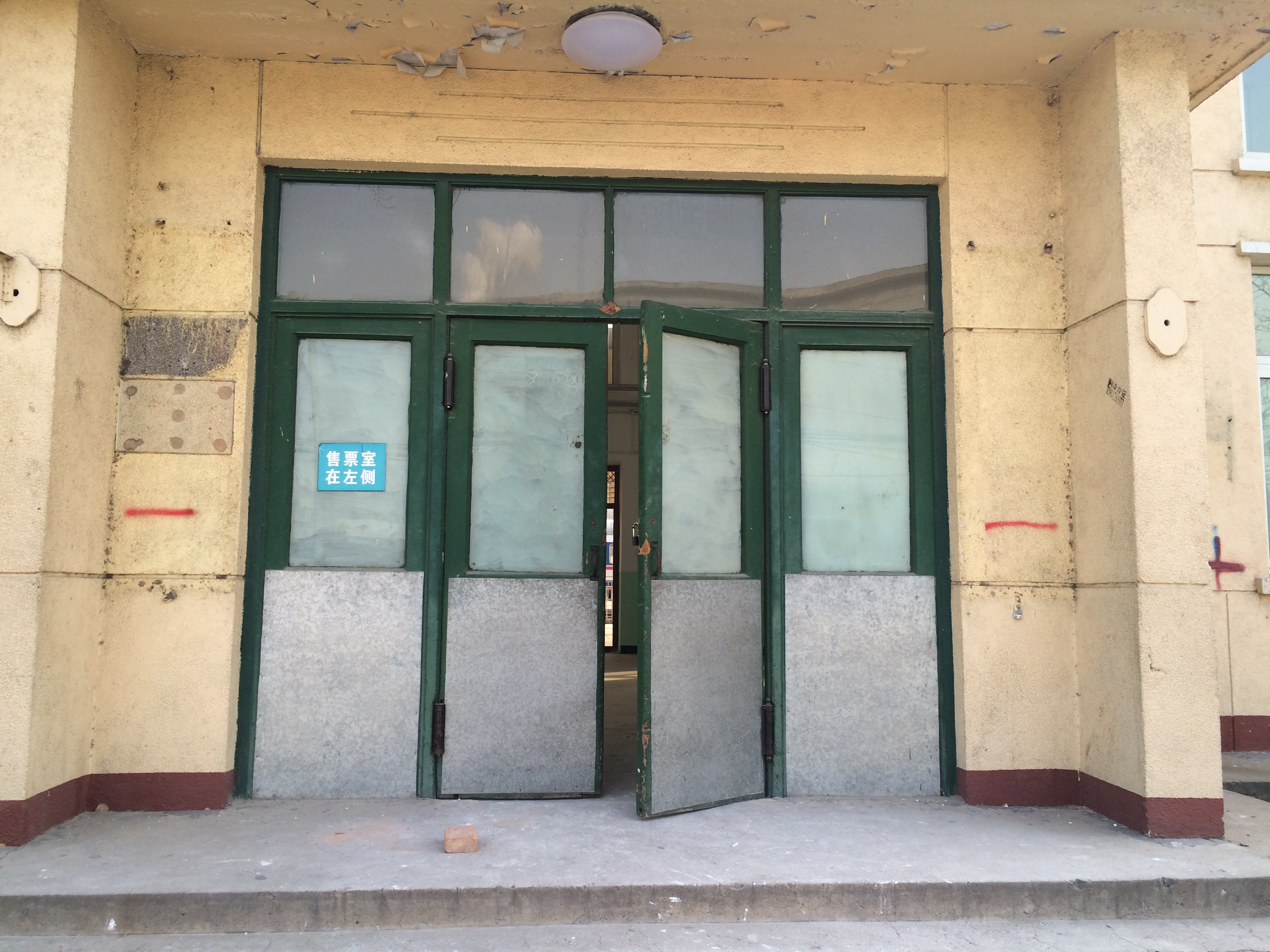
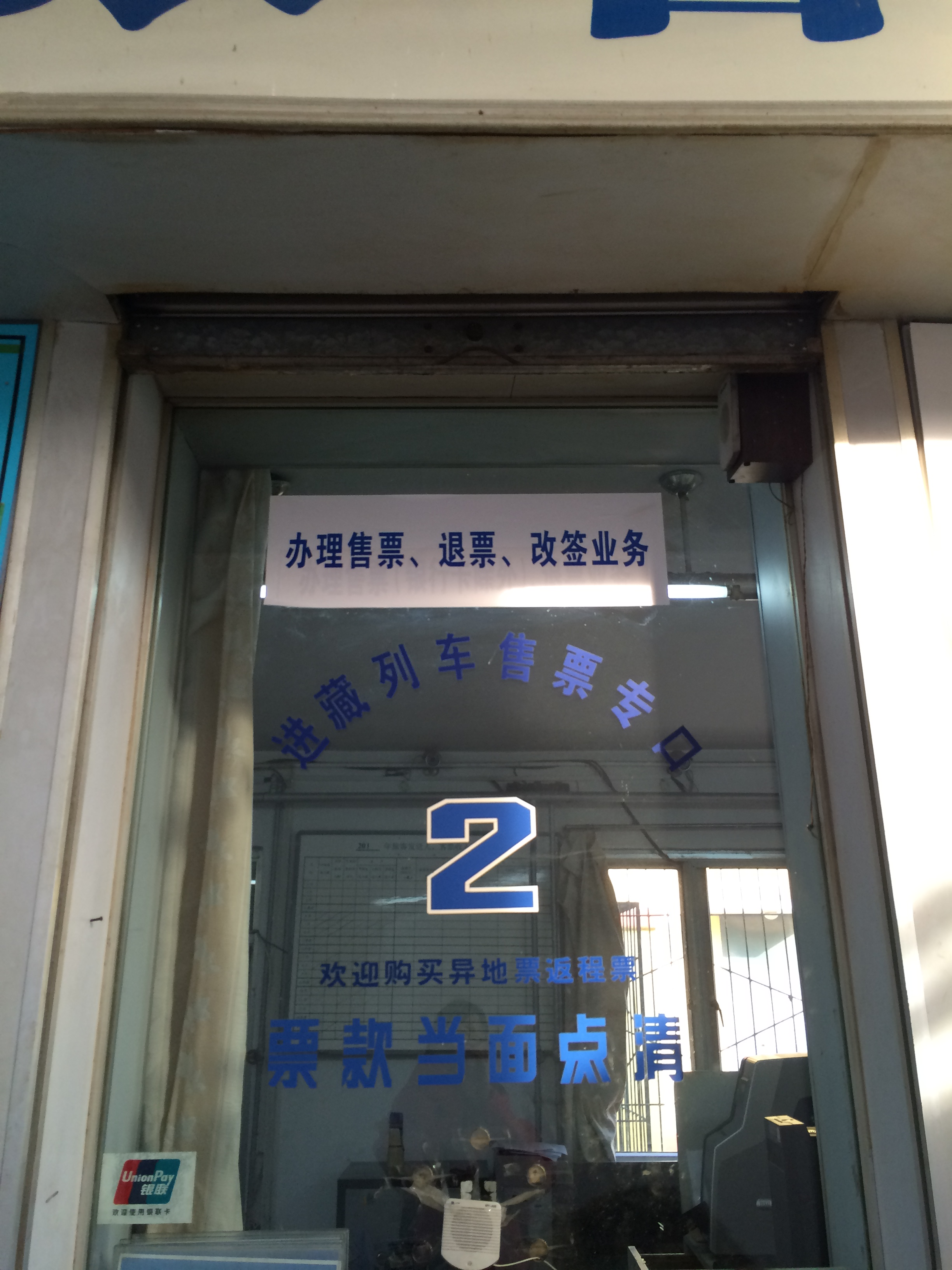
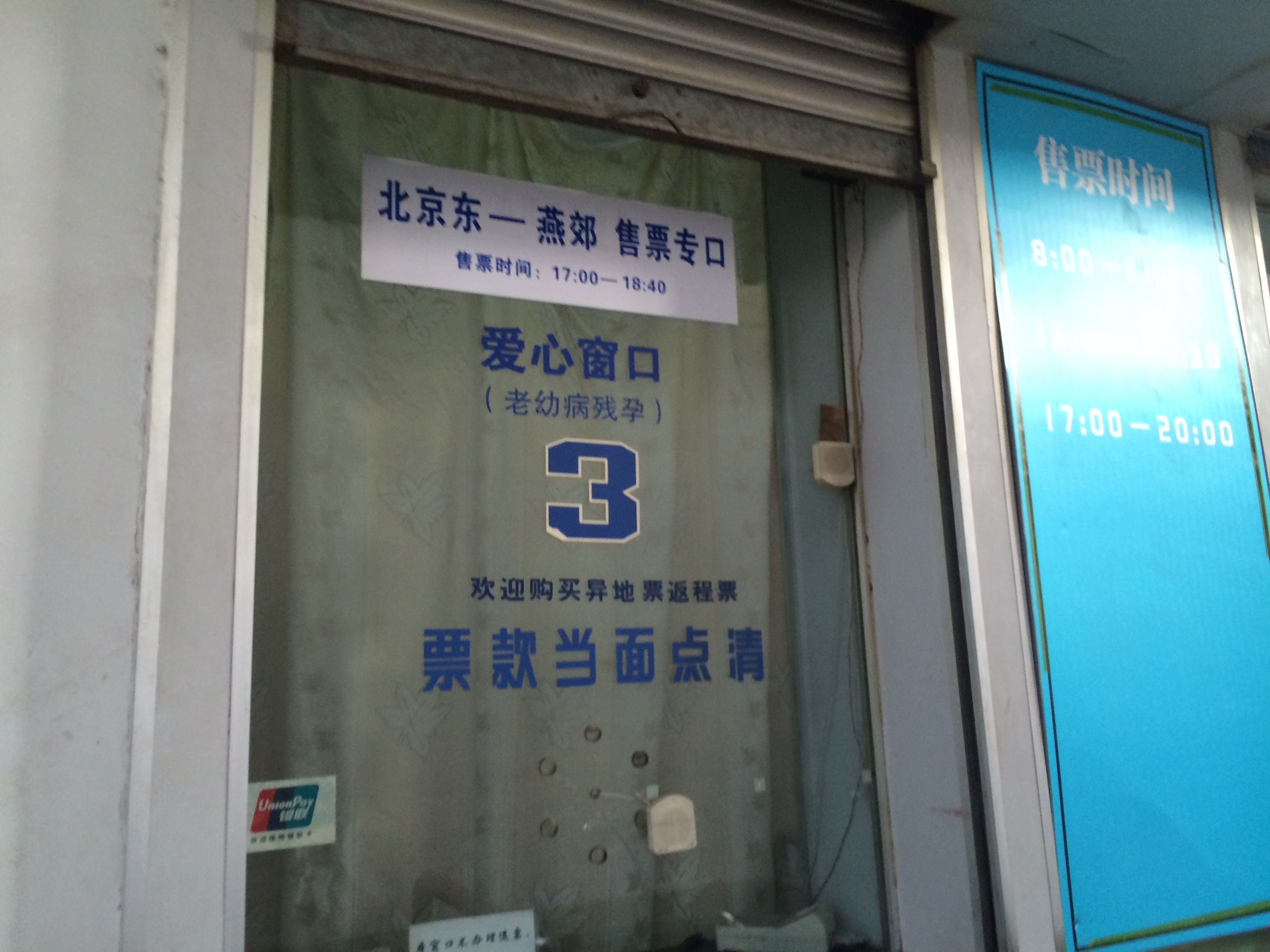
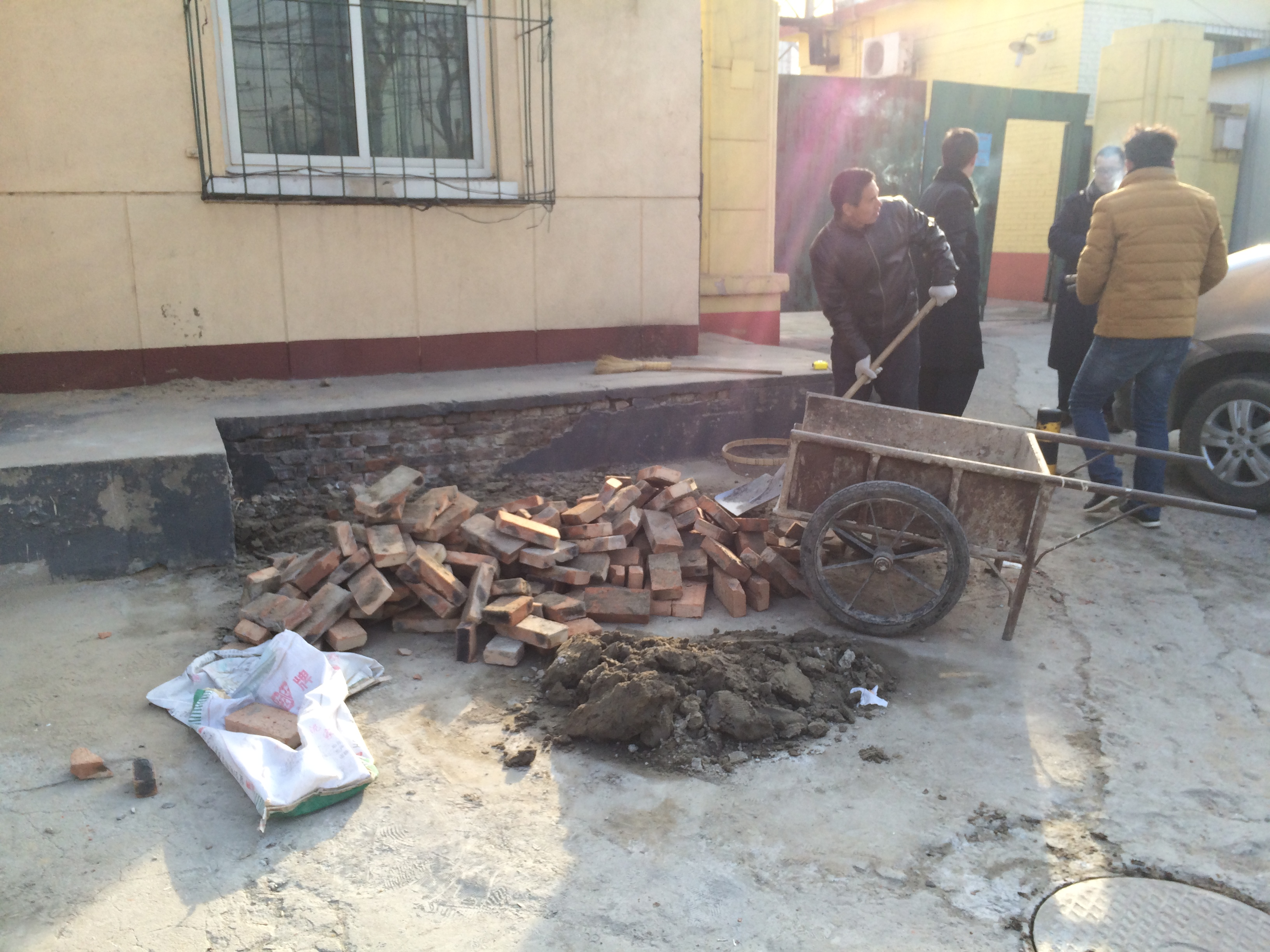
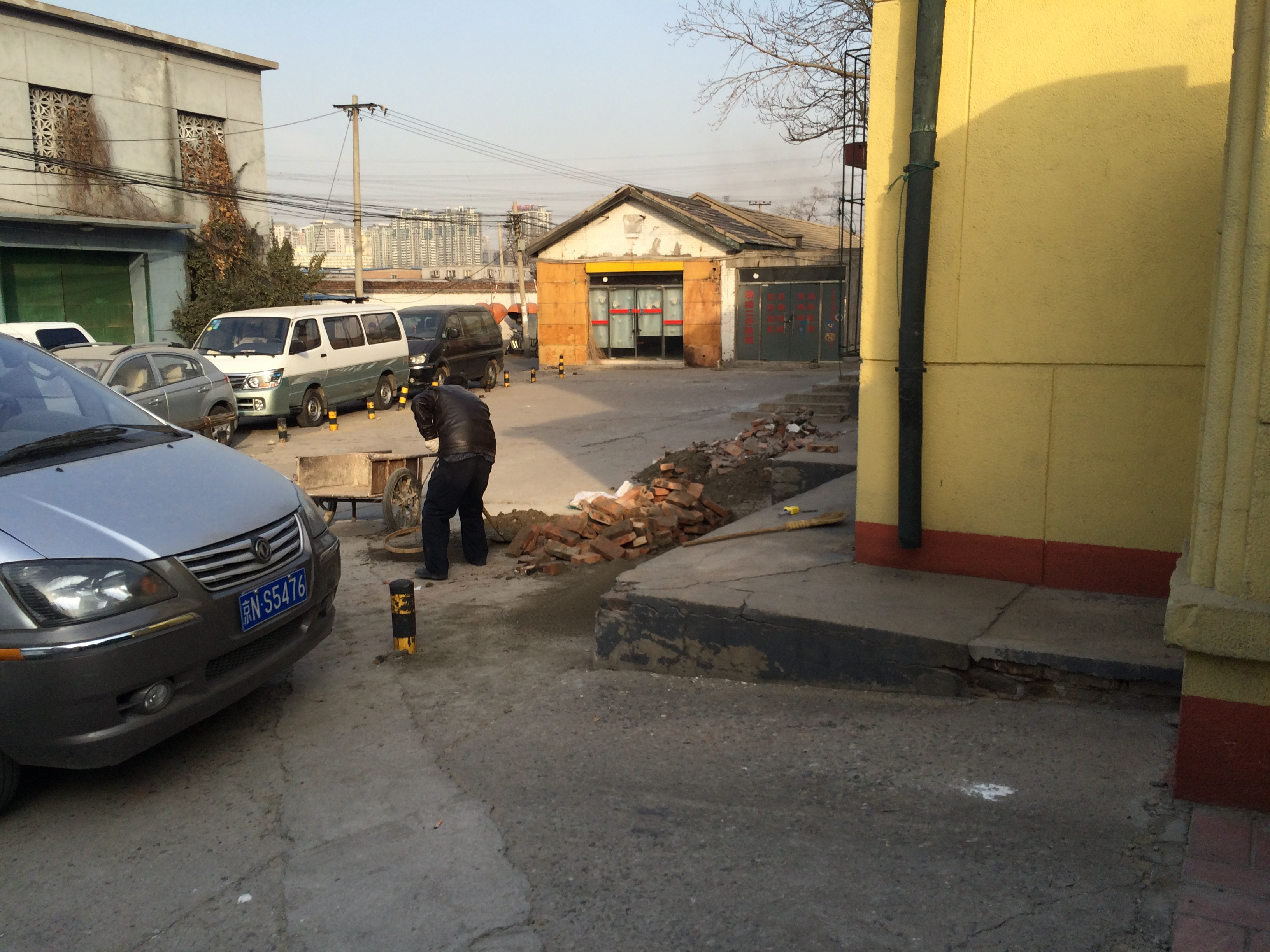
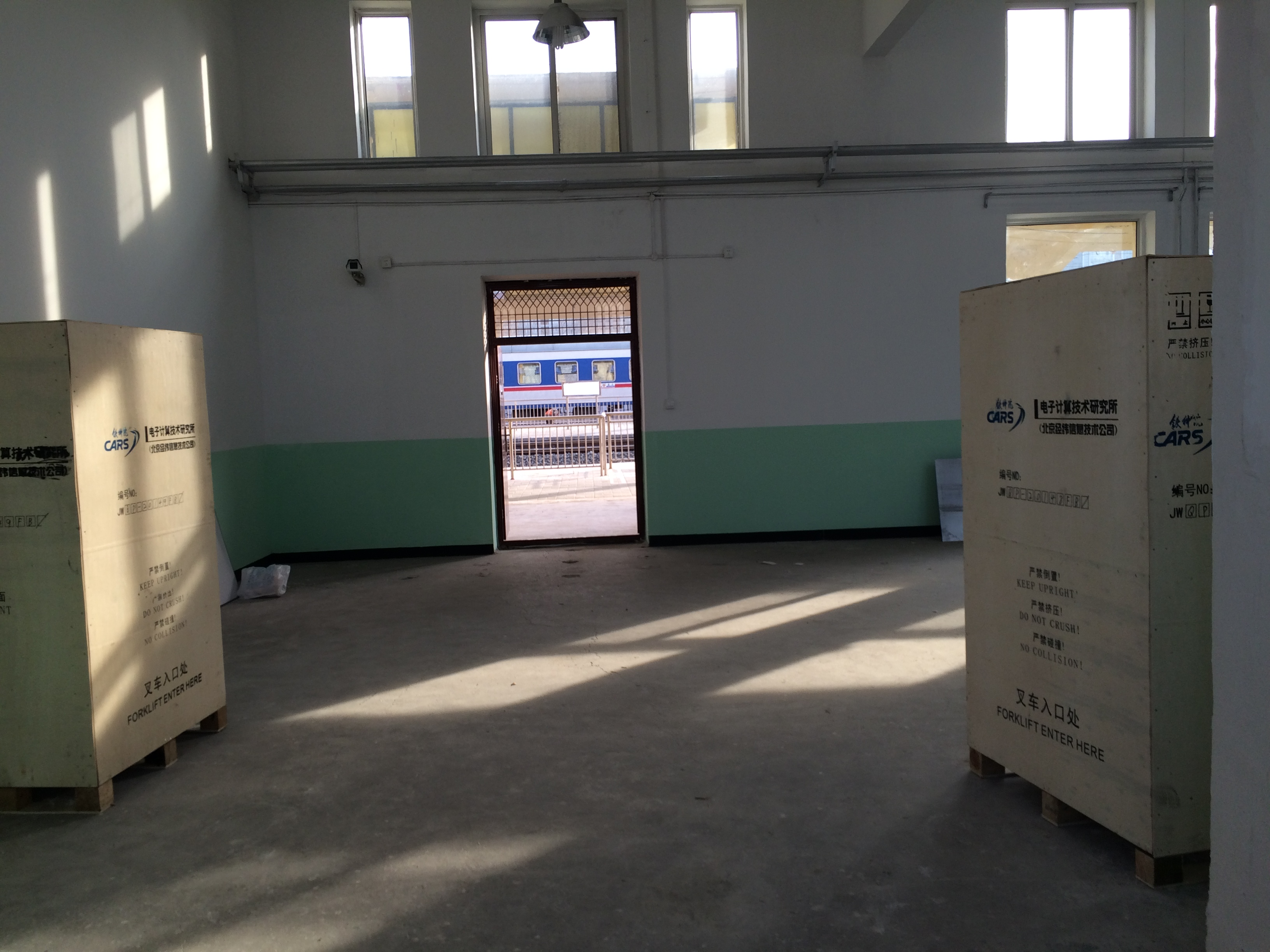
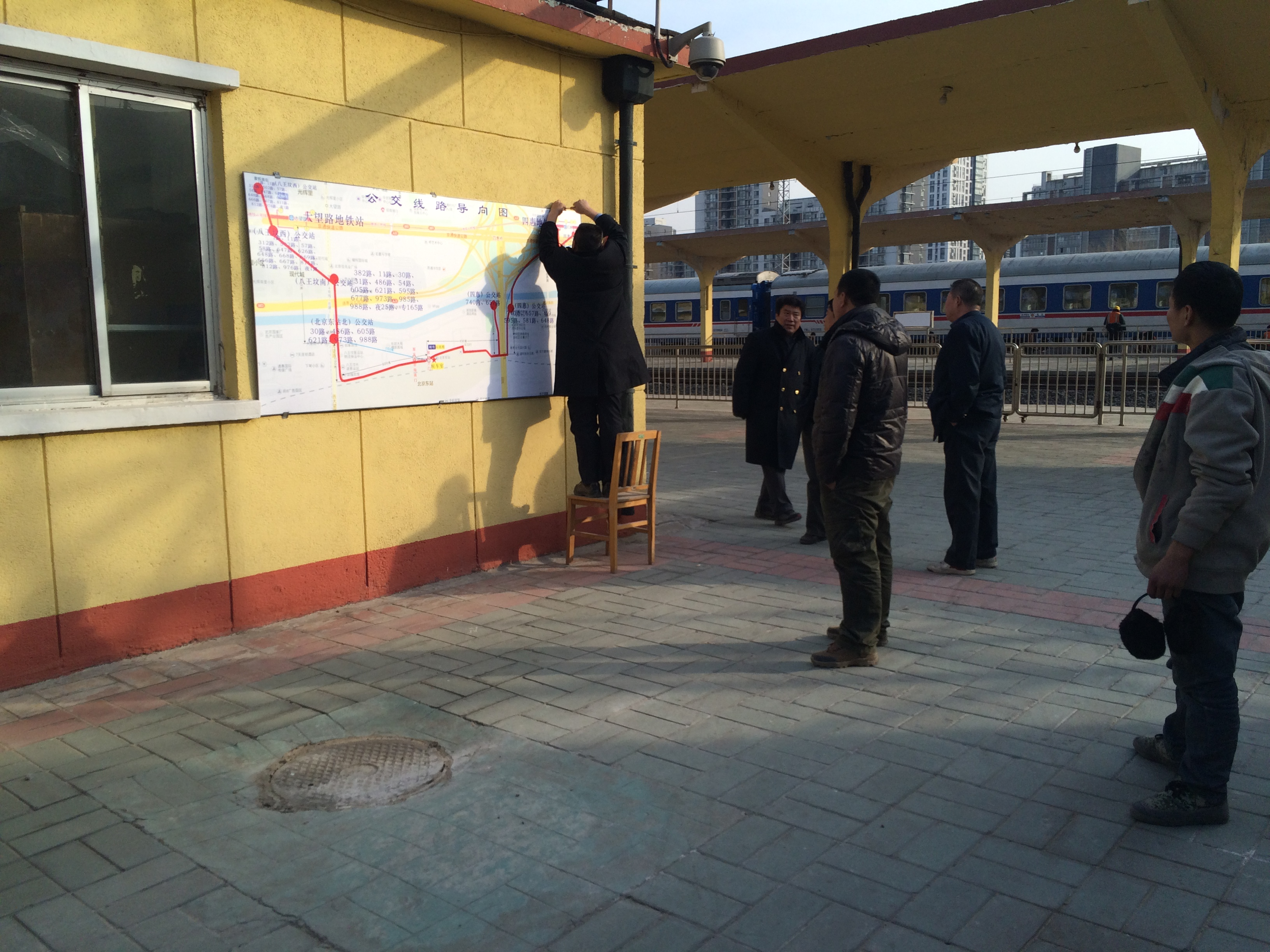
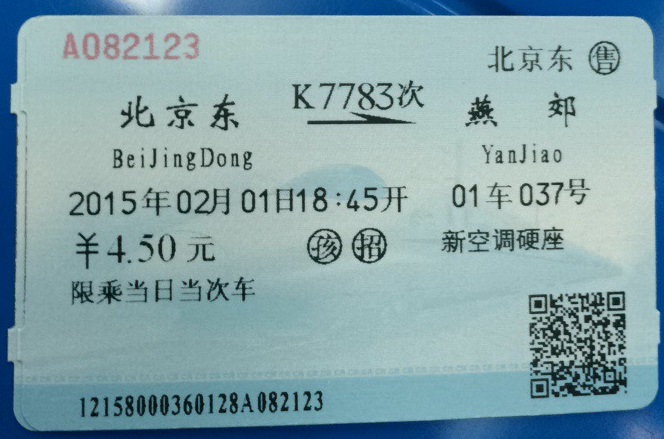
A pályaudvaron vásárolt menetjegy